# 関ケ原町立今須小中学校
関ケ原町立今須小中学校（せきがはらちょうりつ いますしょうちゅうがっこう）は、かつて岐阜県不破郡関ケ原町大字今須にあった小中一貫校（小中併設校）。

## 概要
- 元々は今須小学校と今須中学校は別々に設置されていたが、生徒数減少に伴い併設校となっている。現在も各学年の生徒数は10人前後であり、一部2学年合同のクラスもある。2021年3月時点の児童数は51名、生徒数は30名。
- 小規模校であるが、中学校の部活動として、剣道部、バスケットボール部、バレーボール部、パソコン部がある。
- 2021年（令和3年）3月廃校。関ケ原町立関ケ原小学校及び関ケ原町立関ケ原中学校に統合された。
- 建物のうち屋内運動場は関ケ原町の運動施設の今須体育館に転用されている。

## 沿革

### 今須小学校
- 1873年（明治6年）3月 - 慣学義校として開校。
- 1879年（明治12年）3月 - 現在地に移転し、今須小学校に改称。小林支校を設置。
- 1888年（明治21年）1月 - 今須尋常小学校に改称する。
- 1900年（明治33年）4月 - 今須尋常高等小学校に改称する。
- 1941年（昭和16年）4月1日 - 今須国民学校に改称する。
- 1947年 （昭和22年）4月1日- 今須村立今須小学校に改称する。
- 1954年（昭和29年）9月1日 - 関ケ原町、今須村、玉村が合併して関ケ原町となる。今須村立今須小学校は関ケ原町立今須小学校となる。
- 1957年（昭和32年）12月 - 新校舎（木造）が完成。
- 1985年（昭和60年）3月31日 - 小林分校を廃止。

### 今須中学校
- 1947年（昭和22年）4月 - 今須村立今須中学校として開校。仮校舎として今須小学校の2階の2教室を使用。
- 1948年（昭和23年）5月 - 今須小学校の隣接地に校舎を新築し、移転する。
- 1954年（昭和29年）9月1日 - 関ケ原町、今須村、玉村が合併して関ケ原町となる。今須村立今須中学校は関ケ原町立今須中学校となる。

### 今須小中学校
- 1985年（昭和60年）
  - 4月1日 - 小中学校併設校として、関ケ原町立今須小中学校となる。校舎は今須小学校、今須中学校の校舎を使用。
  - 6月 - 今須小学校の敷地に小中学校併設の新校舎（鉄筋コンクリート造）が完成。
  - 9月1日 - 新校舎での授業を開始。
- 1990年（平成2年）6月 - プールが完成。
- 2018年（平成30年）11月 - 2021年4月を目標として今須小中学校を関ケ原小学校及び関ケ原中学校に統合する方針が決定する[1]。
- 2021年（令和3年）
  - 3月5日 - 今須中学校の最後の卒業式が行われる。
  - 3月20日 - 閉校記念式典を行う[2]。校舎を一般開放（施設見学）を行う（20日・21日）[3]。
  - 3月25日 - 今須小学校の最後の卒業式が行われる。
  - 3月31日 - 閉校。